# Gemeine Sulawesi-Bergratte

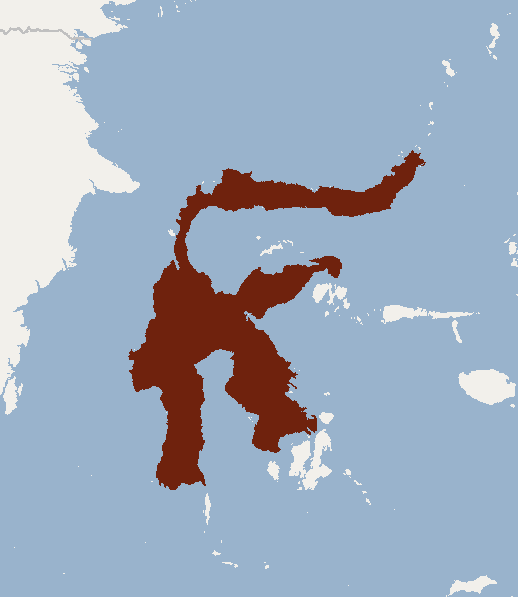
Verbreitung auf Sulawesi östlich von Borneo

Die Gemeine Sulawesi-Bergratte (Bunomys chrysocomus) ist ein auf Sulawesi endemisches Nagetier in der Unterfamilie der Altweltmäuse. Die Art wurde ursprünglich in die Gattung Ratten (Rattus) eingeordnet.

## Merkmale
Ausgewachsene Exemplare sind ohne Schwanz 97 bis 180 mm lang, die Schwanzlänge beträgt 90 bis 180 mm und das Gewicht liegt bei 55 bis 135 g. Es sind 31 bis 40 mm lange Hinterfüße und 17 bis 28 mm lange Ohren vorhanden. Typisch sind ein robust gebauter Körper und ein langer Kopf. Von den dunkelbraunen Haaren des weichen Fells der Oberseite besitzen einige hellbraune Spitzen, was ein gesprenkeltes Aussehen erzeugt. An den Seiten sind graue Töne eingemischt und der Übergang zur hellgrauen bis weißen Unterseite ist fließend. Je nach Population kommen an den Vorder- und Hinterpfoten hellgraue, hellbraune oder gelbbraune Haare vor. Auf den grauen, graubraunen oder schwarzbraunen Ohren sind nur wenige Haare vorhanden. Der Schwanz kann oberseits braun und unterseits weiß sein oder er ist vollständig dunkel. Der diploide Chromosomensatz wird aus 42 Chromosomen gebildet (2n=42). Im Fell leben eine Vielzahl von Parasiten.

## Verbreitung
Die Art ist auf der ganzen Insel verbreitet. Sie lebt im Hügel- und Bergland zwischen 200 und 2200 Meter Höhe. Die Gemeine Sulawesi-Bergratte bevorzugt ursprüngliche tropische Regenwälder und besucht veränderte Wälder. Sie hält sich oft an Wasserläufen auf.

## Lebensweise
Dieses nachtaktive Tier ruht am Tage in unterirdischen Bauen, die mit Pflanzenteilen gepolstert werden. Es bewegt sich auf dem Grund und frisst verschiedene Kleintiere, die mit Früchten und Pflanzensamen komplettiert werden. Zur Nahrung zählen Regenwürmer, Insekten, Frösche, Echsen und Spinnentiere. Informationen zur Fortpflanzung stammen nur von Exemplaren in Gefangenschaft. Ein Wurf enthält zwei Neugeborene, die etwa 30 mm lang sind. Diese sind anfänglich blind und öffnen ihre Augen nach ungefähr 17 Tagen. Die Mutter verlässt das Versteck in dieser Zeit nur um schnell Beute zu fassen.

## Gefährdung
Die Umwandlung der Wälder in Ackerflächen und andere Waldrodungen stellen die größte Bedrohung dar. Unabhängig davon gilt die Gesamtpopulation als stabil. Von der IUCN wird die Gemeine Sulawesi-Bergratte als nicht gefährdet (least concern) gelistet.